# Горячеключевский район
Горячеключевский район — административная единица в РСФСР, существовавшая в 1924-1963 годы. Административный центр - поселок Горячий Ключ.

## География
Район располагался на территории занимаемой муниципальным образованием «Город Горячий Ключ».

## История
- Горячеключевский район был образован 2 июня 1924 года в составе Кубанского округа Юго-Восточной области. Первоначально в состав района вошли 12 сельсоветов: Бакинский, Безымянный, Горячий Ключ, Ключевой, Кутаисский, Мартанский, Пензенский, Садовый, Саратовский, Суздальский, Черноморский, Шабано-Тхамахинский.
- С 16 ноября 1924 года район в составе Северо-Кавказского края, с 10 января 1934 года - в составе Азово-Черноморского края.
- С 13 сентября 1937 года Горячеключевский район в составе Краснодарского края.
- 11 февраля 1963 года Горячеключевский район был упразднен, Горячеключевский и Кутаисский поселковые советы вошли в состав Апшеронского промышленного района, а все сельские советы - в состав Белореченского района.

## Административное деление
На 1 апреля 1941 года в состав района входили:
- посёлок Горячий Ключ

и 11 сельских советов:
- Бакинский,
- Безымянный,
- Двенадцатый,
- Ключевой,
- Кутаисский,
- Мартанский,
- Пятигорский,
- Саратовский,
- Суздальский,
- Черноморский,
- Шабано-Тхамахинский.